# Улица Долматова
Улица Долматова — улица в историческом центре Костромы. Проходит, как часть охватывающего центр города полукольца, в продолжение улицы Князева, от улицы Шагова до Советской улицы, за которой имеет продолжением Горную улицу.

## История
Проложена по окраине Кузнечной слободы. Именовалась Игнатовой и, по близ расположенной церкви Козьмы и Дамиана (стояла на месте д. 25 по улице Шагова, разобрана в 1938 году), Козьмодемьянской.
Современное название, с 1925 года, в честь Дмитрия Ивановича Долматова (1893—1920), уроженца д. Кожино Галичского уезда, студента Петроградского университета, затем прапорщика. Члена РСДРП(б) с марта 1917 года, активного участника Октябрьского вооруженного восстания в Петрограде, в 1918 году — председателя Галичского уездного исполкома, в 1919-м — Костромского губернского исполкома, в 1920-м — комиссара костромских 40-х пехотно-инструкторских командных курсов.

## Достопримечательности

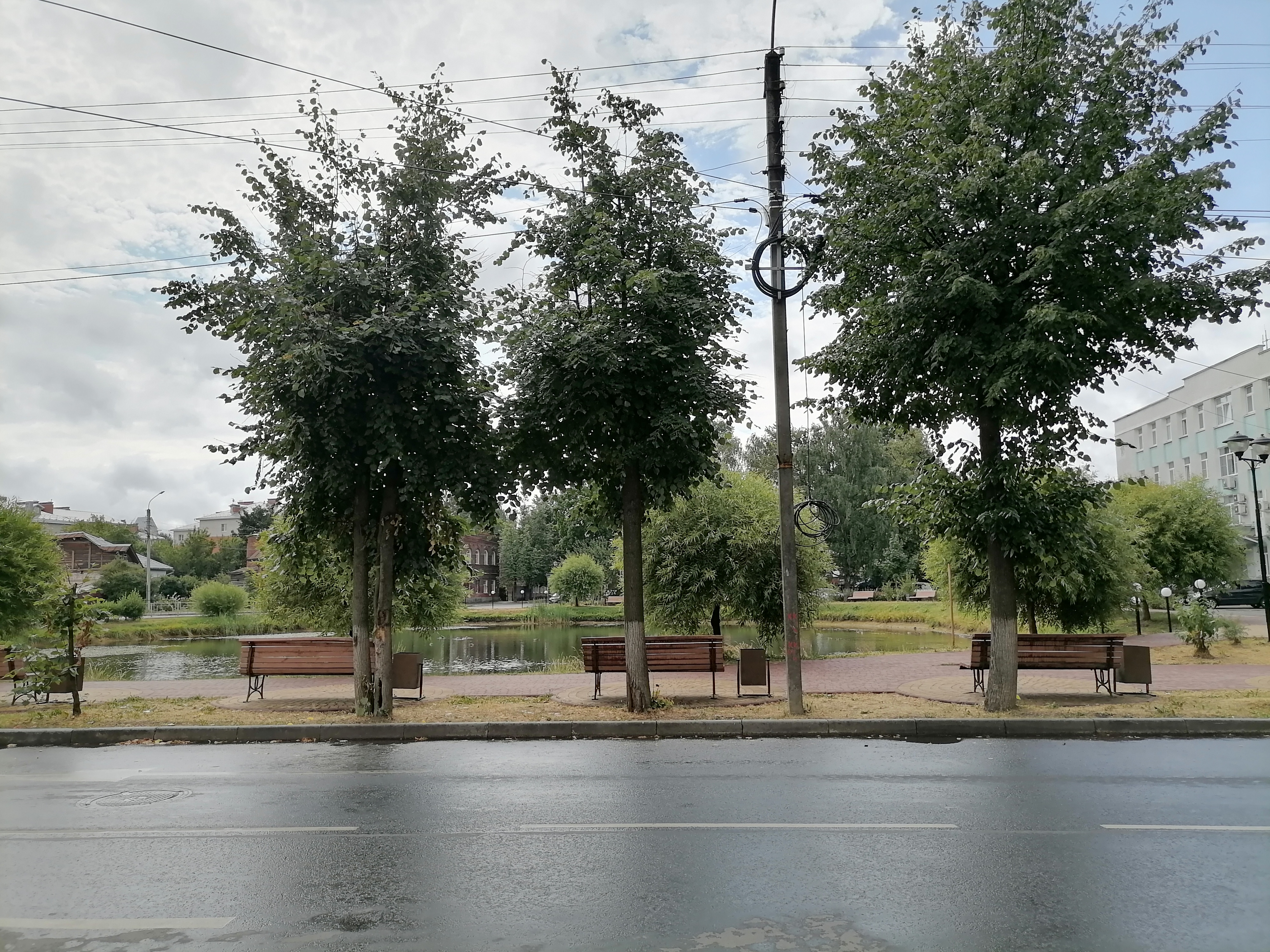
Марьинский сквер

д. 11 — бывшая усадьба Васильчиковых 
Марьинский сквер с Шаговским прудом.

## Известные жители
В. В. Розанов
(дом не сохранился)
д. 6 — Ц. Бобровская